# マルセロ・バロン・ポランクジック
マルセロ・バロン・ポランクジック (ポルトガル語: Marcelo Baron Polanczyk、1974年1月19日 - ）は、ブラジル・リオグランデ・ド・スル州出身の元サッカー選手。ポジションはフォワード。登録名はバロン (Baron) 。

## 経歴
1990年にSCインテルナシオナルの下部組織に入り、1993年にプロ契約を結ぶ。同クラブからの期限付き移籍という形で1994年にシャペコエンセ、1995年にサンタクルス、1996年にヴァンフォーレ甲府でプレー。甲府では26試合で13得点を挙げる。
1997年後半にプレーしたサンパイオ・コヘイアでは、ブラジル全国選手権3部で9ゴールを挙げて得点王になり、チームの優勝に貢献した。1998年、再び甲府に移籍し、得点王となったヴァルディネイに次ぐ31得点を記録した。
1999年にはJ1のジェフ市原に期限付き移籍。17ゴールを挙げた。2000年に完全移籍
2001年からは清水エスパルスに移籍し、2002年1月1日の天皇杯決勝では、三都主アレサンドロからのアシストからVゴールを決め、大会優勝に貢献した。AFCチャンピオンズリーグ2002-2003にも出場した。翌2003年にはその天皇杯決勝の対戦相手だったセレッソ大阪に移籍。
2004年には再び甲府に所属し、初めてJ2でのプレーとなったが、保有権の関係から半年間のみのレンタル移籍契約だった。ここでJ2の得点王争いにも加わり（第24節終了時点で3位、14ゴール）、甲府は7月末までだったレンタル期間の延長を要請したが資金難から実現せず、シーズン後半はJ1の鹿島アントラーズに移籍した。2005年は再びJ2のベガルタ仙台に移籍した。
2006年は仙台との契約が終了後、しばらく所属クラブが決まらなかったが、3月22日にJ2のヴィッセル神戸へ入団。3ヶ月間の契約終了後、6月19日にはJ1のアビスパ福岡へ移籍。日本では8チーム目の所属になった。これは選手としてJリーグ加盟クラブに在籍したクラブ数の個人最多記録である。しかし、同年は2チームを通じて初の年間無得点に終わった。同年オフに退団した。
2007年1月、母国ブラジルのアメリカ-SPへ移籍。2008年から2009年までジュベントスでコーチを務めた。また、現役引退後はブラジルで日本食レストランを経営していた。
2016年リオデジャネイロオリンピックに出場したバスケットボール女子日本代表のブラジルでの現地通訳を務め、交通面や食事面の手配などを行った。

## エピソード
- ヴァンフォーレ甲府がJ1残留争い中であった2007年11月、ホームゲームの大宮アルディージャ戦の際に応援メッセージを送った[9]。

## 所属クラブ
- 1990年 - 1993年  SCインテルナシオナル
- 1994年  アソシアソン・シャペコエンセ・ジ・フチボウ
- 1995年  FCサンタクルス
- 1995年  SCインテルナシオナル
- 1996年  ヴァンフォーレ甲府
- 1997年  アソシアソン・シャペコエンセ・ジ・フチボウ
- 1997年  サンパイオ・コヘイアFC
- 1998年  クラブ・ルビオ・ニュ（スペイン語版）
- 1998年  ヴァンフォーレ甲府
- 1999年 - 2000年  ジェフユナイテッド市原
- 2001年 - 2002年  清水エスパルス
- 2003年  セレッソ大阪
- 2004年 - 7月  ヴァンフォーレ甲府
- 2004年7月 - 12月  鹿島アントラーズ
- 2005年  ベガルタ仙台
- 2006年3月 - 6月  ヴィッセル神戸
- 2006年6月 - 12月  アビスパ福岡
- 2007年  アメリカFC (サンパウロ州)

## 個人成績
| 国内大会個人成績 | 国内大会個人成績    | 国内大会個人成績 | 国内大会個人成績 | 国内大会個人成績 | 国内大会個人成績 | 国内大会個人成績 | 国内大会個人成績 | 国内大会個人成績 | 国内大会個人成績 | 国内大会個人成績 | 国内大会個人成績 |
| 年度             | クラブ              | 背番号           | リーグ           | リーグ戦         | リーグ戦         | リーグ杯         | リーグ杯         | オープン杯       | オープン杯       | 期間通算         | 期間通算         |
| 年度             | クラブ              | 背番号           | リーグ           | 出場             | 得点             | 出場             | 得点             | 出場             | 得点             | 出場             | 得点             |
| ブラジル         | ブラジル            | ブラジル         | ブラジル         | リーグ戦         | リーグ戦         | ブラジル杯       | ブラジル杯       | オープン杯       | オープン杯       | 期間通算         | 期間通算         |
| ---------------- | ------------------- | ---------------- | ---------------- | ---------------- | ---------------- | ---------------- | ---------------- | ---------------- | ---------------- | ---------------- | ---------------- |
| 1990             | インテル ナシオナル |                  | セリエA          |                  |                  |                  |                  |                  |                  |                  |                  |
| 1991             | インテル ナシオナル |                  | セリエA          |                  |                  |                  |                  |                  |                  |                  |                  |
| 1992             | インテル ナシオナル |                  | セリエA          |                  |                  |                  |                  |                  |                  |                  |                  |
| 1993             | インテル ナシオナル |                  | セリエA          |                  |                  |                  |                  |                  |                  |                  |                  |
| 1994             | シャペコエンセ      |                  |                  |                  |                  |                  |                  |                  |                  |                  |                  |
| 1995             | サンタクルス-RS     |                  |                  |                  |                  |                  |                  |                  |                  |                  |                  |
| 日本             | 日本                | 日本             | 日本             | リーグ戦         | リーグ戦         | リーグ杯         | リーグ杯         | 天皇杯           | 天皇杯           | 期間通算         | 期間通算         |
| 1996             | 甲府                | 11               | JFL              | 26               | 13               | -                | -                | 1                | 2                | 27               | 15               |
| ブラジル         | ブラジル            | ブラジル         | ブラジル         | リーグ戦         | リーグ戦         | ブラジル杯       | ブラジル杯       | オープン杯       | オープン杯       | 期間通算         | 期間通算         |
| 1997             | サンパイオ          |                  | セリエC          |                  |                  |                  |                  |                  |                  |                  |                  |
| 日本             | 日本                | 日本             | 日本             | リーグ戦         | リーグ戦         | リーグ杯         | リーグ杯         | 天皇杯           | 天皇杯           | 期間通算         | 期間通算         |
| 1998             | 甲府                | 11               | JFL              | 29               | 31               | -                | -                | 4                | 10               | 33               | 41               |
| 1999             | 市原                | 10               | J1               | 28               | 17               | 1                | 0                | 1                | 0                | 30               | 17               |
| 2000             | 市原                | 10               | J1               | 30               | 13               | 3                | 1                | 2                | 0                | 35               | 14               |
| 2001             | 清水                | 18               | J1               | 28               | 15               | 2                | 0                | 5                | 5                | 35               | 20               |
| 2002             | 清水                | 9                | J1               | 28               | 6                | 7                | 2                | 3                | 3                | 38               | 11               |
| 2003             | C大阪               | 18               | J1               | 26               | 9                | 4                | 1                | 5                | 4                | 35               | 14               |
| 2004             | 甲府                | 16               | J2               | 23               | 14               | -                | -                | -                | -                | 23               | 14               |
| 2004             | 鹿島                | 18               | J1               | 12               | 2                | 1                | 0                | 0                | 0                | 13               | 2                |
| 2005             | 仙台                | 11               | J2               | 35               | 14               | -                | -                | 1                | 1                | 36               | 15               |
| 2006             | 神戸                | 9                | J2               | 10               | 0                | -                | -                | -                | -                | 10               | 0                |
| 2006             | 福岡                | 19               | J1               | 13               | 0                | -                | -                | 1                | 0                | 14               | 0                |
| ブラジル         | ブラジル            | ブラジル         | ブラジル         | リーグ戦         | リーグ戦         | ブラジル杯       | ブラジル杯       | オープン杯       | オープン杯       | 期間通算         | 期間通算         |
| 2007             | アメリカ-SP         |                  |                  |                  |                  |                  |                  |                  |                  |                  |                  |
| 通算             | ブラジル            | ブラジル         |                  |                  |                  |                  |                  |                  |                  |                  |                  |
| 通算             | 日本                | 日本             | J1               | 165              | 62               | 18               | 4                | 17               | 12               | 200              | 78               |
| 通算             | 日本                | 日本             | J2               | 68               | 28               | -                | -                | 1                | 1                | 69               | 29               |
| 通算             | 日本                | 日本             | JFL              | 55               | 44               | -                | -                | 5                | 12               | 60               | 56               |
| 総通算           |                     |                  |                  |                  |                  |                  |                  |                  |                  |                  |                  |

その他の公式戦
- 2001年
  - スーパーカップ 1試合1得点
- 2002年
  - スーパーカップ 1試合0得点

| 国際大会個人成績 | 国際大会個人成績 | 国際大会個人成績 | 国際大会個人成績 | 国際大会個人成績 |
| 年度             | クラブ           | 背番号           | 出場             | 得点             |
| AFC              | AFC              | AFC              | ACL              | ACL              |
| ---------------- | ---------------- | ---------------- | ---------------- | ---------------- |
| 2002-03          | 清水             | 9                | 3                | 5                |
| 通算             | AFC              | AFC              | 3                | 5                |

## 指導経歴
- 2008年 - 2009年  ジュベントスAC（ポルトガル語版）

## タイトル

### 選手時代
アソシアソン・シャペコエンセ・ジ・フチボウ
- カンピオナート・ブラジレイロ・セリエC：1回（1997）
- カンピオナート・マラニェンセ：1回（1997）

清水エスパルス
- 天皇杯全日本サッカー選手権大会：1回（2001）
- FUJI XEROX SUPER CUP：1回（2001、2002）

個人
- カンピオナート・ブラジレイロ・セリエC得点王：1回（1997）
- JFL ベストイレブン：1回（1998）
- J1リーグ優秀選手賞：1回（1999）